# Irina de Ardila
Irina Nemchénok de Ardila (nacida en Moscú) es una hispanista y profesora de español e inglés, oriunda de Rusia pero nacionalizada panameña. En 2024 se convirtió en la primera persona en ocupar una silla en la Academia Panameña de la Lengua cuya lengua materna no es el español.

## Biografía

### Primeros años
Nació en Moscú y por influencia de su madre, de niña fue inscrita en una escuela donde sus materias se impartían en idioma español. De joven llegó a leer obras de José Martí, Juan Valera, Tirso de Molina, Benito Pérez Galdós y Miguel de Cervantes.
Asistió a la Universidad Estatal de Moscú para convertirse en guía intérprete, obteniendo la licenciatura y maestría en idiomas español e inglés. Luego cursó su doctorado en lengua española en la Academia de Ciencias de Rusia y obtuvo un posgrado en metodología moderna de la enseñanza del idioma español como lengua extranjera de la Universidad Estatal de Moscú.
Fue colaboradora científico-técnica en el departamento de Cultura del Instituto de Latinoamérica de la Academia de Ciencias de Rusia donde preparó, tradujo y participó en la edición de varios volúmenes de enciclopedias, antologías y compendidos dedicados a la investigación de la cultura latinoamericana. De igual manera, fue profesora en el Instituto de Lenguas Extranjeras de Moscú.
Adicionalmente, se presentó a seminarios científicos latinoamericanos en Moscú. En un seminario conoció a un profesor panameño llamado José Ardila, que le introdujo la cultura panameña y así conoció la poesía de Ricardo Miró, Demetrio Korsi, Amelia Denis de Icaza, entre otros. Posteriormente, el 24 de diciembre de 1978, aceptó contraer matrimonio con Ardila y planificó su mudanza hacia Panamá.

### Vida en Panamá
Llegó a Panamá en 1979, en el que se nacionalizó y se mudó al pueblo de Hornito, en las montañas de la provincia de Chiriquí, en donde era oriundo su esposo. Luego se convirtió en profesora de español para los empresarios extranjeros que trabajaban en la zona. Poco tiempo después, los esposos se mudan a la ciudad capital y desde febrero de 1983 es profesora de español en la facultad de Humanidades de la Universidad de Panamá.
Actualmente funge como directora del Centro Acreditado por el Instituto Cervantes de la Universidad de Panamá, encargada en las actividades y cursos de español como lengua extranjera. También es encargada del Servicio Internacional de Lengua Española y de Conocimientos Constitucionales y Socioculturales de España en la Universidad de Panamá.
Ha publicado artículos culturales y literarios en los diarios panameños La Prensa, El Panamá América y La Estrella de Panamá, y en las revistas Lotería, Maga y Tareas. Ha participado de congresos nacionales e internacionales de literatura latinoamericana, con énfasis sobre autores panameños. Ha sido jurado del Concurso Ricardo Miró y del Premio Centroamericano de Literatura Rogelio Sinán.
En 2006 publicó el ensayo Impresiones y certezas. Reflexiones sobre literatura panameña, en donde analiza de manera crítica la literatura del país y a varios de sus exponentes como Elsie Alvarado de Ricord, Tristán Solarte, Enrique Jaramillo Levi, Ernesto Endara, José Franco, Javier Riba Peñalba y Berna Burrel.
El 22 de julio de 2021 fue condecorada en España con la Cruz de la Orden del Mérito Civil por sus contribuciones a favor de la enseñanza del idioma español. Fue electa miembro correspondiente de la Academia Panameña de la Lengua el 9 de octubre de 2019 y electa miembro de número el 13 de junio de 2024. Tomó posesión de su silla el 4 de diciembre de 2024, ocupando la letra F vacante tras el fallecimiento de Demetrio Fábrega López.

## Obras
- Impresiones y certezas. Reflexiones sobre literatura panameña (ensayo, 2006)
- Un ruso en el canal de Panamá (traducción, original por V. E. Timónov, 2000)
- Poesía de Panamá (edición bilingüe con las versiones rusas de Pável Grushkó, 2015)